# Inge Hegeler
Ingeborg (Inge) Christa Hegeler, född 17 september 1927 i Hamburg, död 11 juli i Næstved 1996, var en dansk psykolog, läkare, sexolog och författare. Hon var 1954–1983 gift med Sten Hegeler. 
Hennes föräldrar var Andres Christian Laurits Pedersen (1895–1959) och Wilhelmine Pauline Helene Stähr (1900–60). När hon var fem år flyttade hon med sin tyska mamma till Danmark.
Hegeler blev känd i Sverige under 1960-talet då hon tillsammans med sin make Sten Hegeler hade frågespalten Inge & Sten i Expressen. Tillsammans hade de en populär sexbrevlåda i Ekstra Bladet på 1960- och 1970-talen. Även i Norska Dagbladet hade paret en sexbrevlåda under ett antal år. Paret gav även ut böckerna Love ABZ (Kärlekens ABZ) och Fråga Inge och Sten.
Parallellt med olika kontorsarbeten tog hon studentexamen 1950 genom kvällsundervisning. Under sina psykologistudier vid Köpenhamns universitet träffade hon 1951 Sten Hegeler, som hon senare gifte sig med. 1958 tog hon en fil.kand. i psykologi. 
Förutom att ta hand om parets två barn, som föddes 1957 och 1961, verkade hon som psykolog. Under hela 1950-talet utforskade paret ett fördomsfritt sexliv i både teori och praktik. 1969 fick hon och Sten Hegeler PH-priset för sitt sexualundervisningsföretag.
1979 avslutade hon sina medicinska studier vid Köpenhamns universitet. Inge och Sten Hegeler skilde sig 1983. Hon arbetade som läkare på Länssjukhuset i Vordingborg när hon dog i en hjärtsjukdom.
Inge och Sten Hegeler var pionjärer inom frihet från fördomar i det mänskliga sexuallivet, och de var aktiva i den sexuella frigörelse som under 1960 och 1970-talen förändrade de flesta människors moraliska inställning och sexuella uttryck.

## Filmmanus
- 1969 – Ur kärlekens språk
- 1970 – Mera ur Kärlekens språk

## Filmografi roller
- 1969 – Ur kärlekens språk
- 1970 – Mera ur Kärlekens språk
- 1971 – Kärlekens XYZ
- 1972 – Kärlek - så gör vi. Brev till Inge och Sten
- 1994 – Sixten